# Koninklijke Belgische Liefhebbersvoetbalbond
De Koninklijke Belgische Liefhebbersvoetbalbond (KBLVB) is een voormalige Belgische voetbalbond voor amateurvoetbal.

## Historiek
De voetbalbond werd opgericht op 6 november 1976.
Op 27 april 2016 werd een raamovereenkomst getekend met de Voetbalfederatie Vlaanderen (VFV) en de Vlaamse Minivoetbalfederatie (VMF), hieruit volgde op 1 januari 2017 de fusie van deze drie voetbalbonden tot Voetbal Vlaanderen.